# Gros Morne
Pour les articles homonymes, voir Gros Morne (homonymie).
Le Gros Morne est un sommet montagneux de l'île de La Réunion, un département d'outre-mer français et une région ultrapériphérique dans le sud-ouest de l'océan Indien.
Considéré comme le deuxième plus haut sommet de l'île après le piton des Neiges, il culmine à 3 019 mètres d'altitude et est très difficilement accessible à pied. Seules quelques expéditions telles que celles menées par Pascal Colas (du 9 au 22 juin 1998) ont exploré les contreforts de cette montagne à proximité immédiate de laquelle se trouve le quadripoint séparant les communes de Cilaos, La Possession, Saint-Paul et Salazie.

## Situation et accès
Le Gros Morne fait partie du massif du Piton des Neiges. Son sommet est situé à 2 200 m à l'ouest-nord-ouest de celui du piton des Neiges. Son ascension est réservée aux alpinistes.